# Norwalk (Califòrnia)
Norwalk és una ciutat dels Estats Units a l'estat de Califòrnia. Segons el cens del 2000 tenia 103.298 habitants.

## Demografia
Segons el cens del 2000, Norwalk tenia 103.298 habitants, 26.887 habitatges, i 22.531 famílies. La densitat de població era de 4.120,2 habitants/km².
Dels 26.887 habitatges en un 46,6% hi vivien nens de menys de 18 anys, en un 60,1% hi vivien parelles casades, en un 16,6% dones solteres, i en un 16,2% no eren unitats familiars. En el 12,7% dels habitatges hi vivien persones soles el 5,8% de les quals corresponia a persones de 65 anys o més que vivien soles. El nombre mitjà de persones vivint en cada habitatge era de 3,79 i el nombre mitjà de persones que vivien en cada família era de 4,08.
Per edats la població es repartia de la següent manera: un 32,1% tenia menys de 18 anys, un 10,7% entre 18 i 24, un 30,5% entre 25 i 44, un 17,6% de 45 a 60 i un 9% 65 anys o més.
L'edat mediana era de 30 anys. Per cada 100 dones de 18 o més anys hi havia 94,3 homes.
La renda mediana per habitatge era de 46.047 $ i la renda mediana per família de 47.524 $. Els homes tenien una renda mediana de 31.579 $ mentre que les dones 26.047 $. La renda per capita de la població era de 14.022 $. Entorn del 9,5% de les famílies i l'11,9% de la població estaven per davall del llindar de pobresa.

## Poblacions més properes
El següent diagrama mostra les poblacions més properes.